# Gay Games

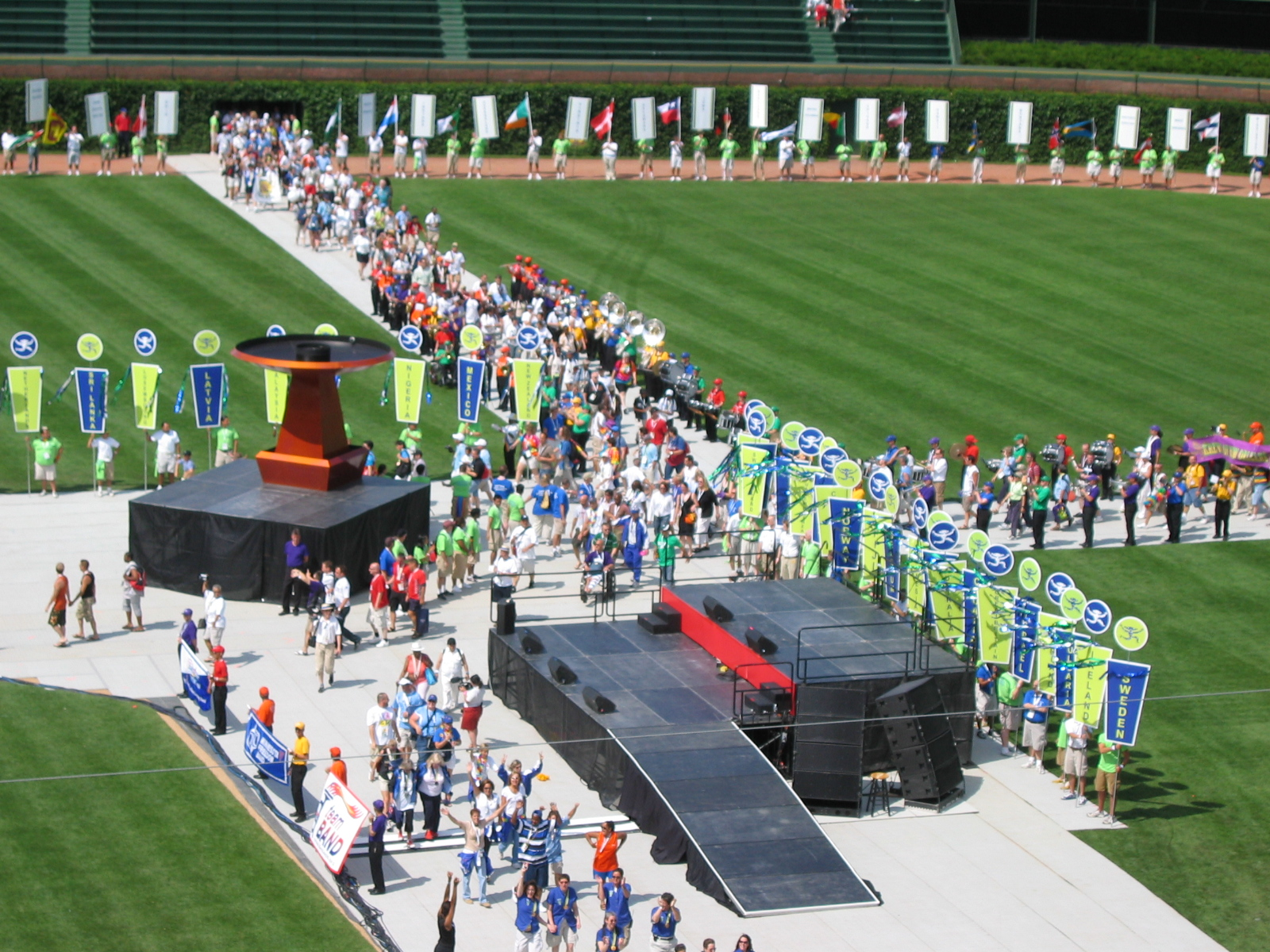
Ceremonia zamknięcia rozgrywek Gay Games 2006 w Chicago.

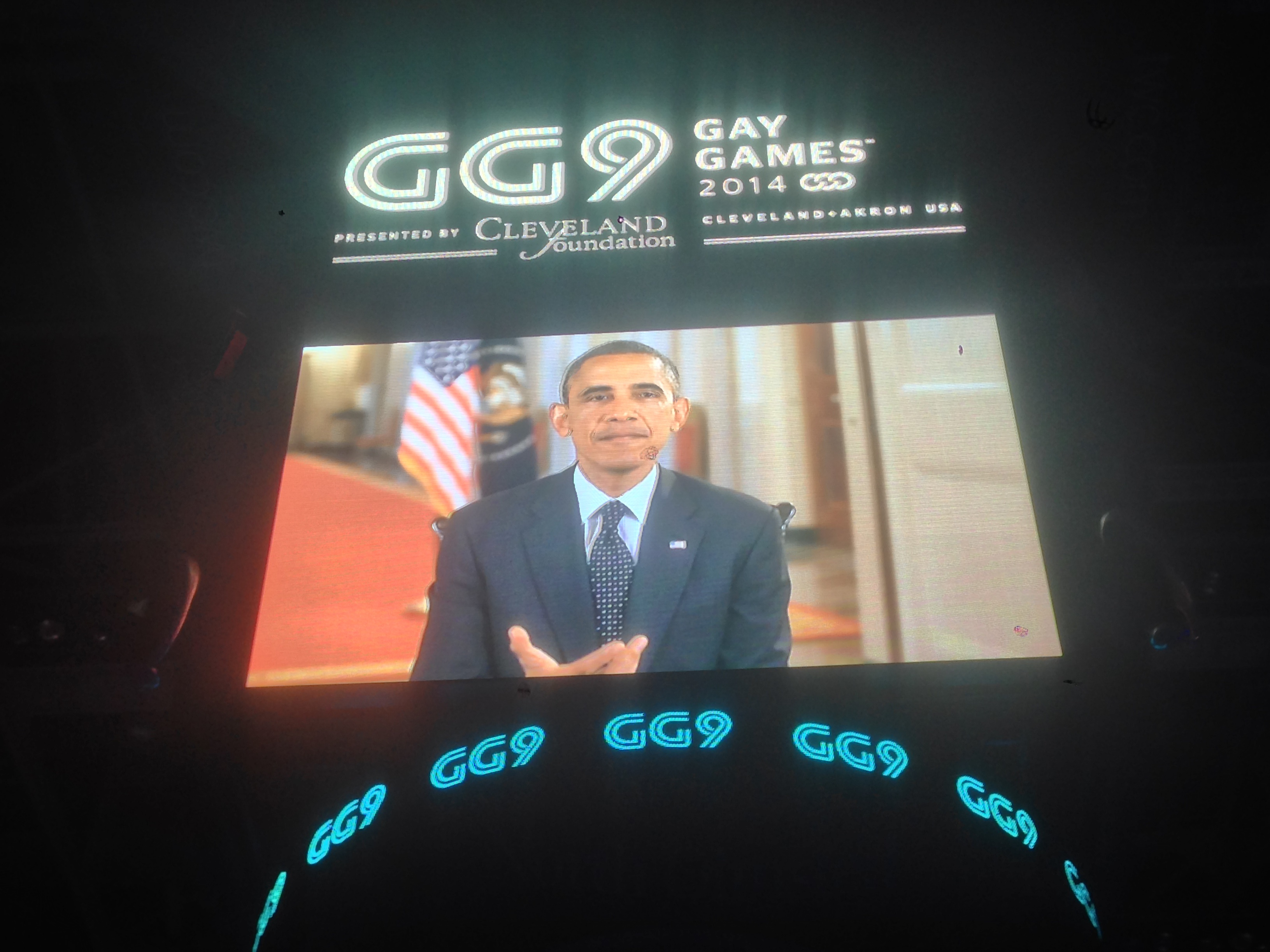
Prezydent Barack Obama w przemówieniu na uroczystości otwarcia w 2014

Gay Games – rozgrywane co cztery lata multidyscyplinarne zawody sportowe dla osób LGBT+ organizowane przez Federację Gay Games.

## Historia
Pierwotnie nazywane Gejowskimi Igrzyskami Olimpijskimi (Gay Olympics), swoją genezą Gay Games sięgają roku 1980, kiedy to w San Francisco do życia powołał je Tom Waddell celem promowania ducha integracji i współuczestnictwa w rozgrywkach sportowych, jak również dążenia do rozwoju osobistego. Swój pomysł określił jako "wehikuł zmian", na początku lat 80. bowiem bycie osobą homo- lub biseksualną nie tyle komplikowało karierę sportowca, co wręcz ją uniemożliwiało. Waddell, jak wyznał, zapoczątkował zawody, by "doprowadzić do zjednania globalnej wspólnoty w przyjaźni, podnieść świadomość i ocenę własnej wartości (u atletów LGBT+ przyp.), a także osiągnąć postać synergii kulturowej i intelektualnej".
Pierwsza ceremonia igrzysk Gay Games odbyła się w San Francisco w 1982 roku. Do tej pory odbyło się dziesięć edycji igrzysk, w czteroletnim cyklu. Obecnie uczestniczy w nich ok. 10 tys. sportowców.

### Rozgrywki
| Nr    | Data                          | Lokalizacja               | Liczba zawodników | Motto                                           |
| ----- | ----------------------------- | ------------------------- | ----------------- | ----------------------------------------------- |
| I.    | 28 sierpnia − 2 września 1982 | San Francisco, USA        | 1.350             | Challenge (pol. Wyzwanie)                       |
| II.   | 10−17 sierpnia 1986           | San Francisco, USA        | 3.500             | Triumph (Triumf)                                |
| III.  | 4−11 sierpnia 1990            | Vancouver, Kanada         | 7.300             | Celebration (Celebracja)                        |
| IV.   | 18−25 czerwca 1994            | Nowy Jork, USA            | 12.500            | Unity (Jedność)                                 |
| V.    | 1−8 sierpnia 1998             | Amsterdam, Holandia       | 13.000            | Friendship (Przyjaźń)                           |
| VI.   | 2−9 listopada 2002            | Sydney, Australia         | 11.000            | Under New Skies (Pod nowymi niebiosami)         |
| VII.  | 15−22 lipca 2006              | Chicago, USA              | 12.000            | Where the World Meets (Gdzie spotyka się świat) |
| VIII. | 31 lipca − 7 sierpnia 2010    | Kolonia, Niemcy           | 12.000            | Be Part of It! (Uczestnicz w tym!)              |
| IX.   | 9−16 sierpnia 2014            | Cleveland oraz Akron, USA | 10.000            | Go All Out! (Dajcie z siebie wszystko!)         |
| X.    | 4-12 sierpnia 2018            | Paryż, Francja            | 10.000            | All Equal (Wszyscy Równi)                       |
| XI.   | 12-19 listopada 2022          | Hongkong, Chiny           |                   | Unity In Diversity (Jedność w Różnorodności)    |